# Lihula
Pour la commune, voir Lihula (commune).
Pour les articles homonymes, voir Leal.

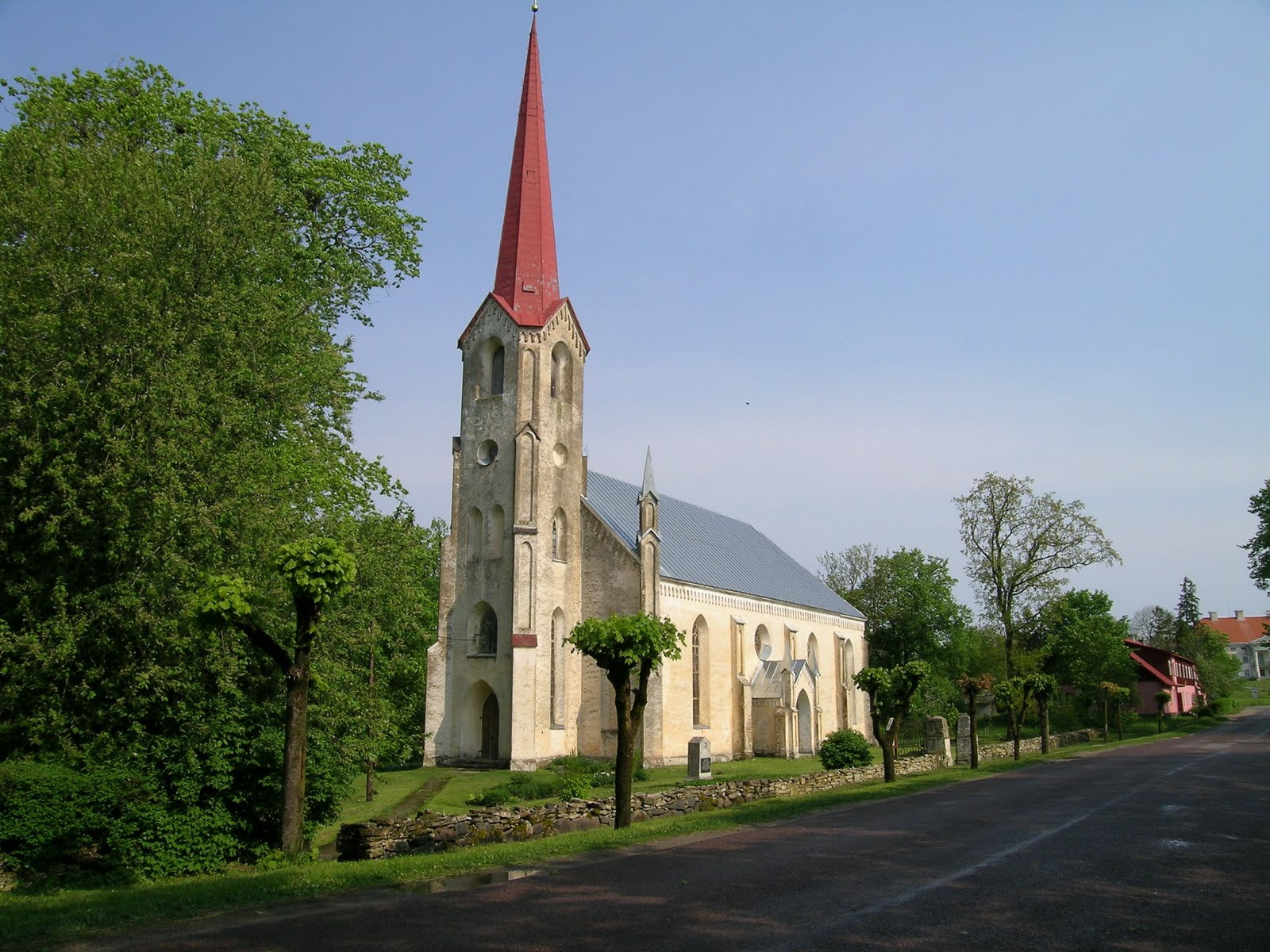
Église de Lihula.

Lihula est une ville d'Estonie appartenant à la commune de Lääneranna, située dans le comté de Pärnu. 

## Géographie
La ville s'étend sur 4,2 km2 au nord-ouest du comté de Pärnu, à 60 km de Pärnu et à  100 km au sud-ouest de Tallinn.

## Histoire
L'endroit est mentionné en 1211 sous le nom allemand de Leal par son château (dont il ne subsiste que quelques ruines), dans un domaine appartenant au diocèse d'Ösel-Wiek, puis appartenant au diocèse de Riga. L'évêque Albert de Buxhoeveden, premier évêque de Riga et troisième de Livonie et fondateur de l'ordre des chevaliers Porte-Glaive, le donne en résidence au cistercien Theoderich von Treyden, qu'il consacre premier évêque d'Estonie, et qui est le fondateur d'une abbaye cistercienne à l'embouchure de la Düna. Cependant ces terres ne sont pas pacifiées et Theoderich ne peut exercer son ministère, aussi part-il pour l'Allemagne en 1213, notamment à Cologne, où il remplace l'archevêque Dietrich Ier, récemment excommunié. Il se rend ensuite à Rome, puis retourne en Livonie, où les chevaliers doivent affronter aussi les armées du prince de Polotsk en plus des incursions des Lives et des Estes. Il retourne à Rome participer au concile de Latran, puis au Danemark pour convaincre le roi de participer à la croisade contre les païens, mais il est tué en 1219 à la bataille de Reval. Hermann de Buxhoeveden (1163-1248) devient alors évêque de Leal, mais la bataille de Leal l'en chasse en 1220, lorsqu'une armée de cinq cents suédois qui tentent aussi de s'emparer de la région est battue par les Estes, le 8 août. Les Suédois laissent donc par cette défaite le champ libre aux Danois et aux chevaliers. L'évêque ne peut s'y installer qu'en 1234. Une abbaye cistercienne féminine est fondée à Leal en 1275.
La petite ville est prise par l'armée suédoise en 1581 et fait désormais partie de la Livonie suédoise. La population est presque exterminée par la grande peste de 1710-1711 qui frappe aussi la Prusse voisine. Il entre peu après dans l'Empire russe, vainqueur des Suédois. Il fait alors partie du gouvernement d'Estonie jusqu'en 1917. Il faut attendre la moitié du XIXe siècle pour que le village soit suffisamment peuplé. 
Leal est renommé Lihula à l'indépendance de l'Estonie, après la Première Guerre mondiale.
En 1991, Lihula est érigée en ville autonome avant de devenir le chef-lieu de la commune rurale du même nom, située alors dans le comté de Lääne, en 1999. Enfin, lors de la réorganisation administrative du 24 octobre 2017, elle est intégrée au sein de la nouvelle commune de Lääneranna, dans le comté de Pärnu.

## Démographie
La population s'élevait à 1 425 habitants en 2008 et à 1 189 habitants en 2020.
| 1934 | 1959  | 1970  | 1979  | 1989  | 1995  |
| ---- | ----- | ----- | ----- | ----- | ----- |
| 749  | 1 508 | 1 625 | 1 624 | 1 872 | 1 803 |

| 2000  | 2003  | 2008  | 2011  | 2019  | 2023  |
| ----- | ----- | ----- | ----- | ----- | ----- |
| 1 497 | 1 474 | 1 425 | 1 338 | 1 201 | 1 221 |

## Monuments
- Les ruines du château fort de Leal s'élèvent au nord de la ville.
- Le château, construit en 1820 en style néoclassique, abrite un musée historique depuis 1995[7].
- L'église Sainte-Élisabeth a été construite entre 1874 et 1878[8].
- Le monument de la guerre d'indépendance a été érigé en 1935. Détruit pendant la période soviétique, il est de nouveau inauguré en 1993[9].

## Monument de la Wehrmacht
Lihula a fait les gros titres de l'actualité lorsqu'un monument y a été élevé, le 20 août 2004, pour commémorer l'engagement des soldats estoniens aux côtés d'Hitler, pendant la Seconde Guerre mondiale, notamment les SS estoniens de la 20e division SS de grenadiers. Il a été finalement démonté le 2 septembre par le gouvernement estonien, car ce monument « affaibli[ssai]t l'autorité de l'Estonie, sans juger des motifs pour lesquels les auteurs du projet l'[avait] élevé. » L'Union européenne et les États-Unis, ainsi que nombre d'organisations internationales ont fait pression dans ce sens auprès du gouvernement estonien de l'époque. Ce monument se trouve depuis 2007 au musée de l'occupation à Lagedi, près de Tallinn.

## Galerie

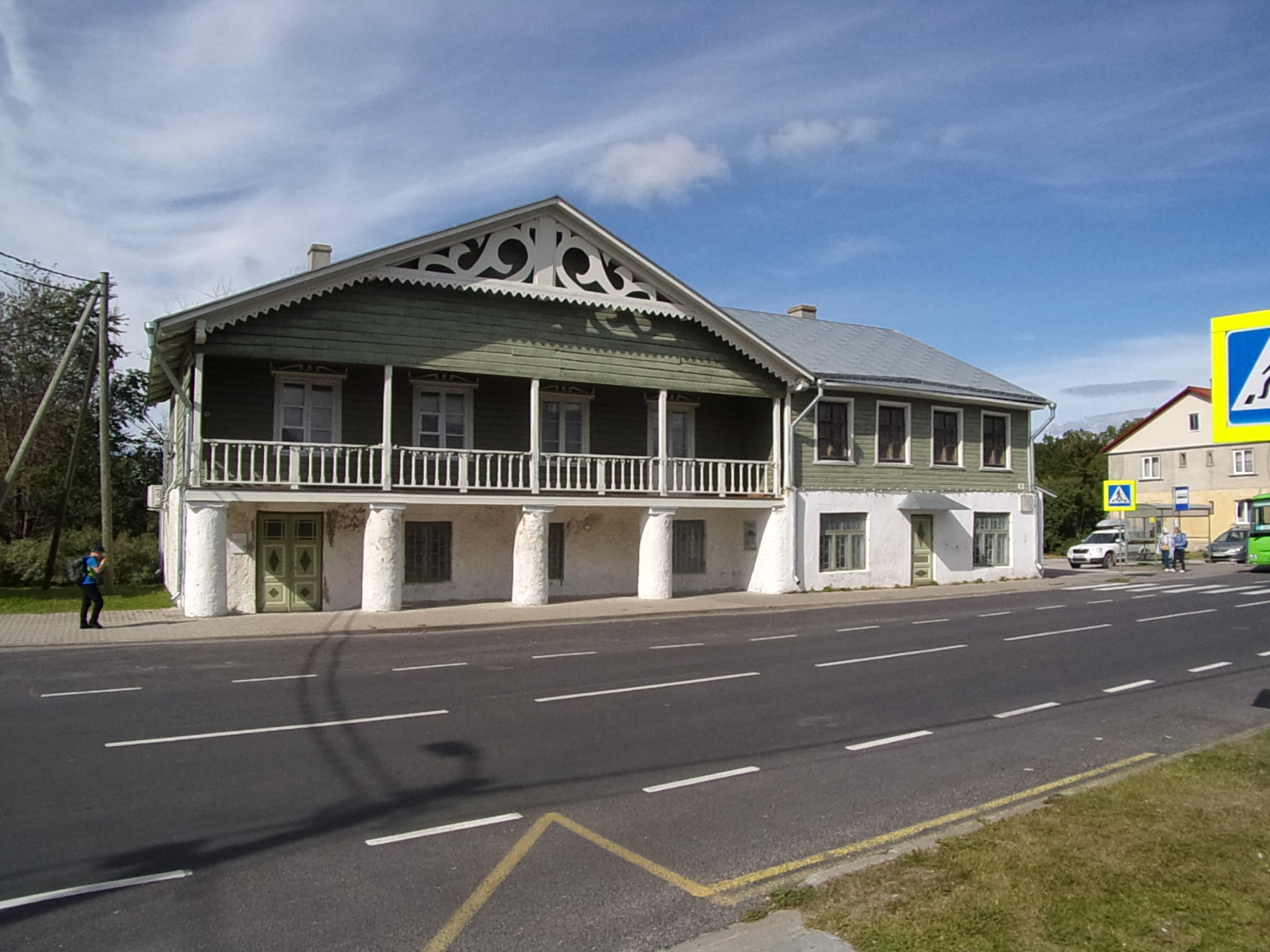
Tallinna mnt 8.
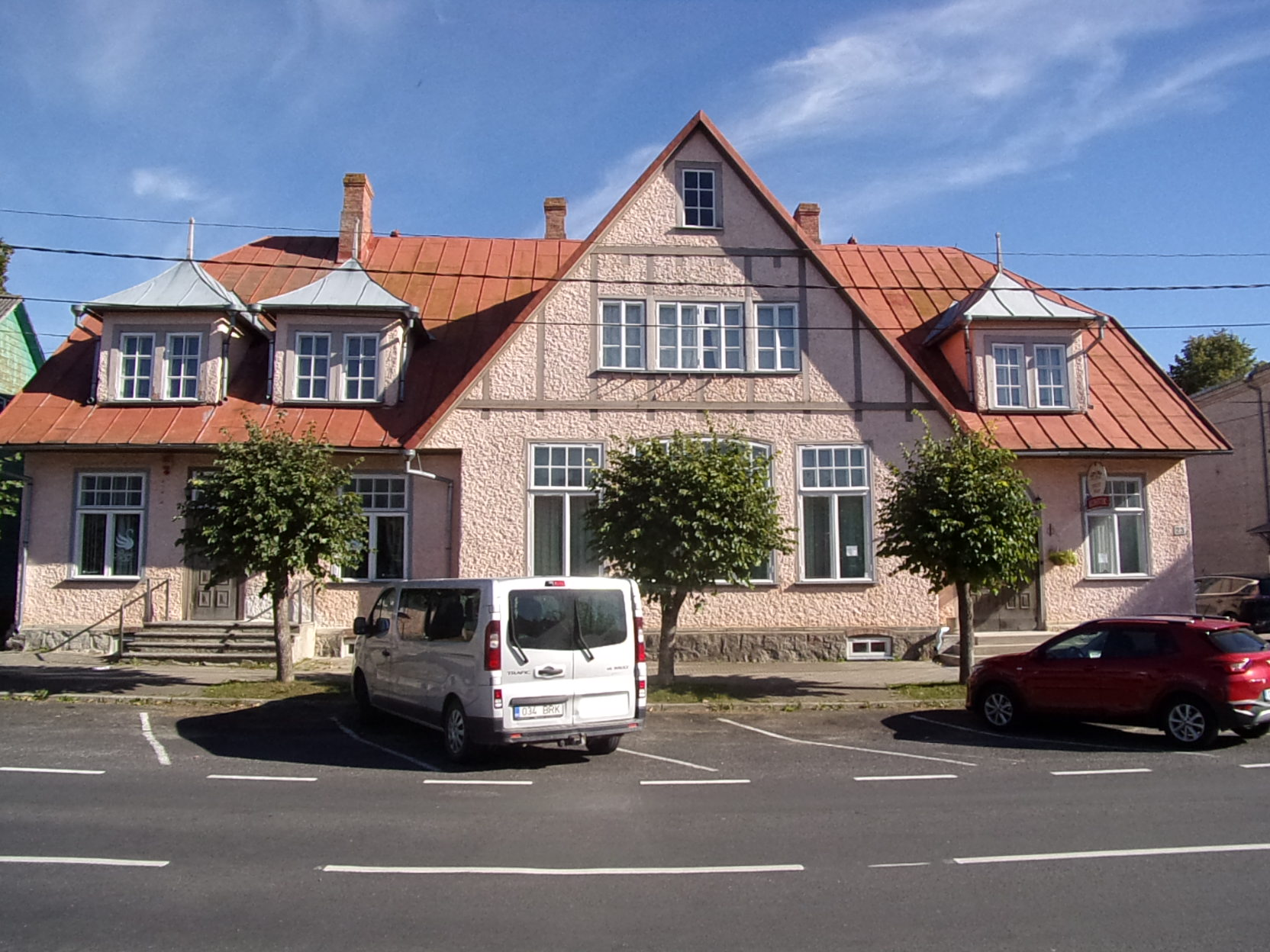
Tallinna mnt 2.
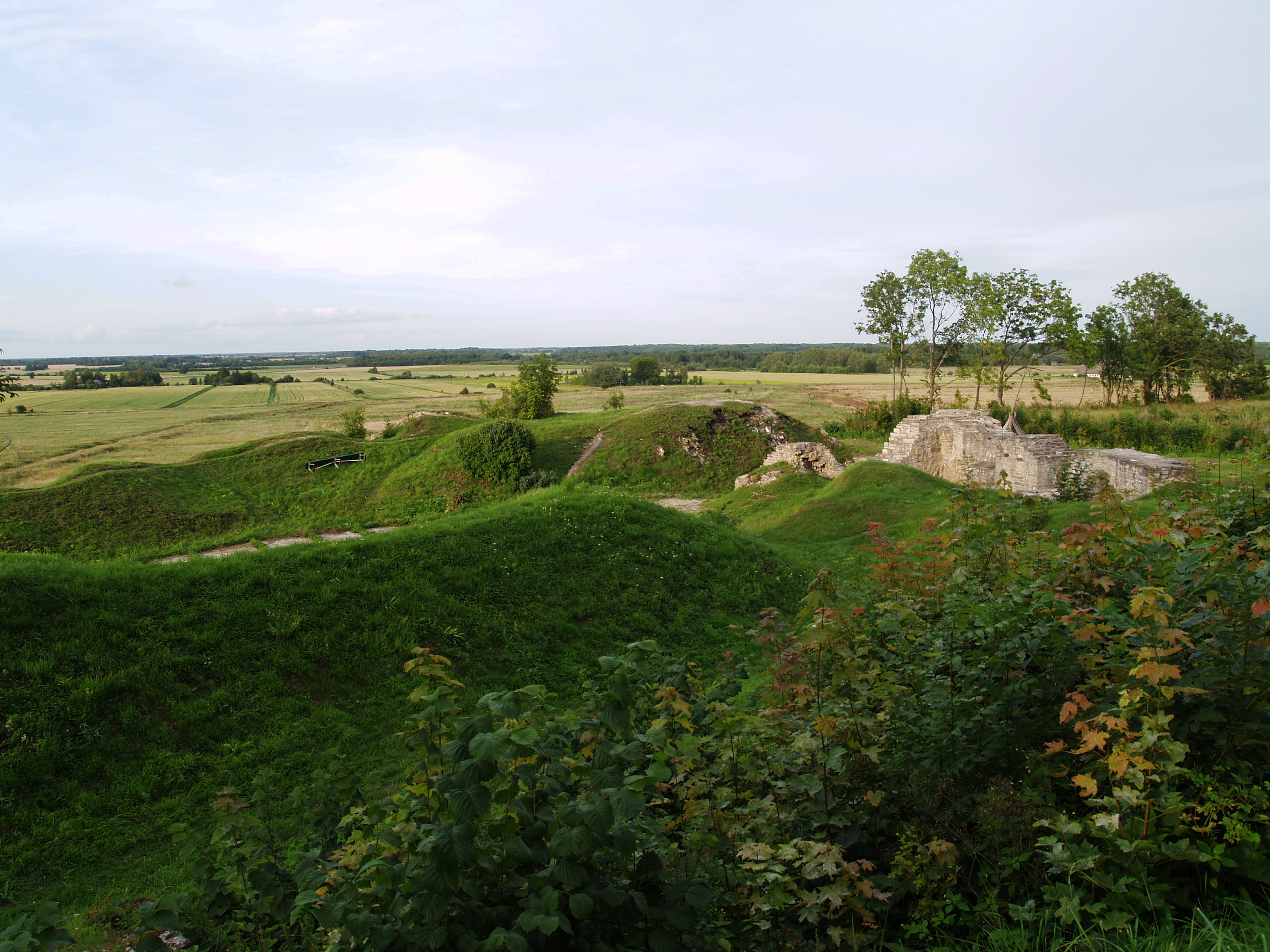
Ruines du château fort de Leal.
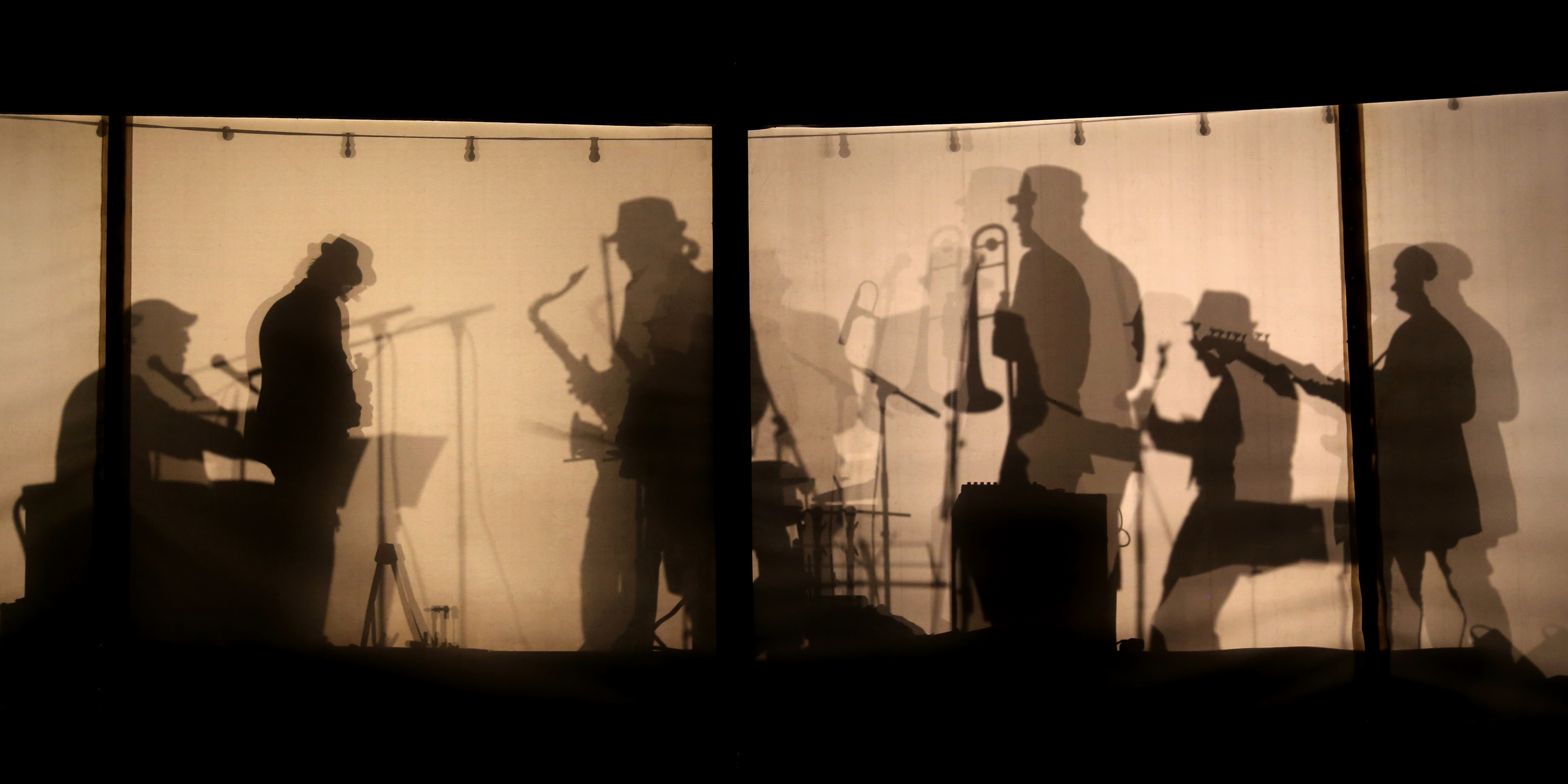
Musiciens jouant à Lihula. Septembre 2022.
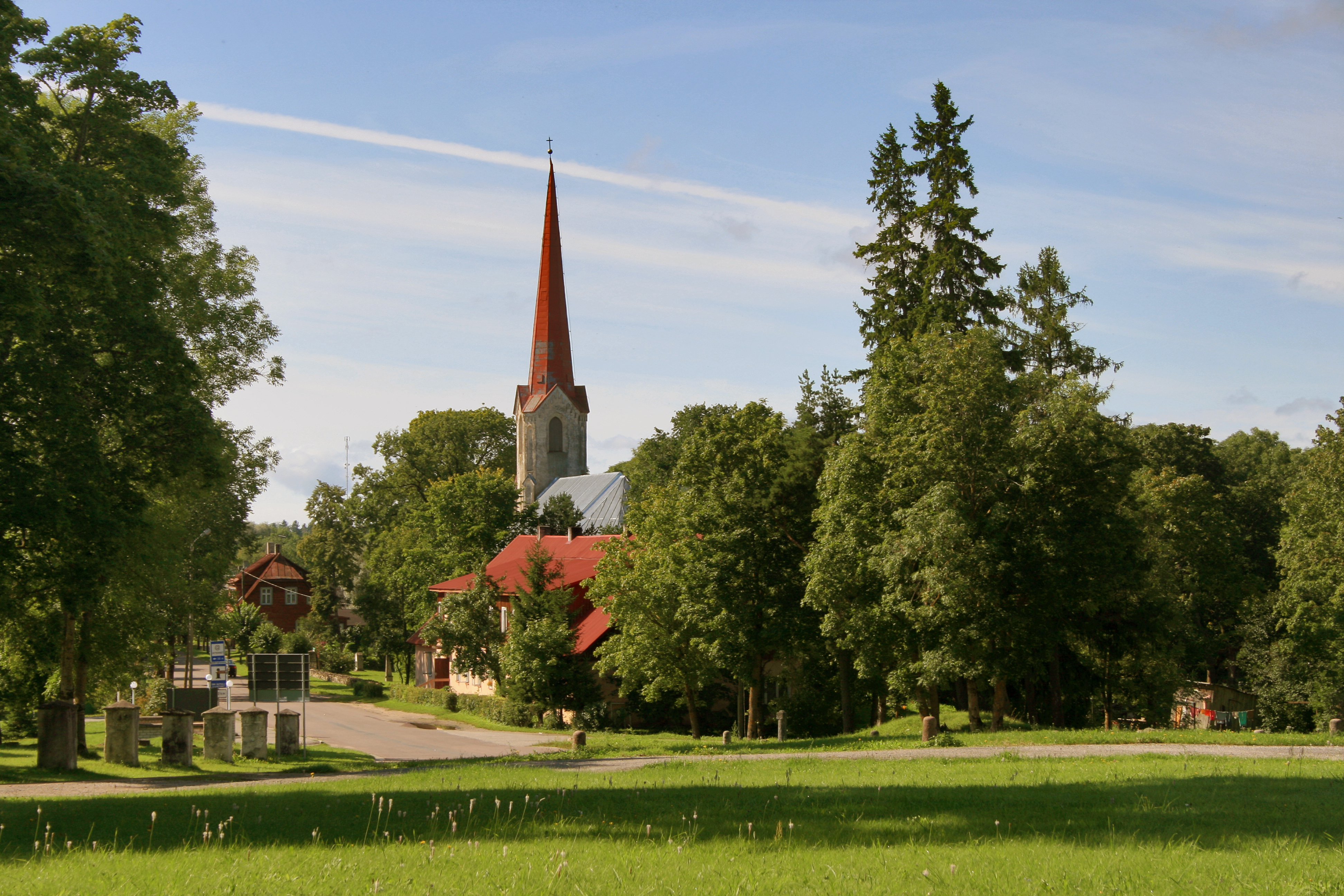
Église Sainte-Élisabeth.